# Улица Немига
Улица Неми́га (бел. Вуліца Няміга) находится в центре Минска, одна из старейших и самых загруженных улиц в городе. В 1960—1970-х годах началась реконструкция улицы в стиле советского модернизма, в результате которой большая часть исторической застройки была снесена, улица была спрямлена и расширена, а на чётной стороне построены длинный жилой дом и торговый центр. В начале XXI века нечётная сторона улицы была застроена зданиями, частично имитирующими прежнюю застройку улицы.

## Описание
Улица начинается в центральной части города от путепровода, связывающего улицу Ленина и проспект Победителей, (здесь находится станция метро Немига) и идёт на юго-запад. Напротив Торгового дома На Немиге с юга к ней примыкает улица Комсомольская (автомобильное сообщение с Немигой отсутствует). На следующем перекрестке к ней примыкают улицы Романовская Слобода (с северо-запада) и Городской Вал (с юго-востока). Далее с северо-запада к Немиге примыкают улица Короля и улица Коллекторная, с юга — улица Мясникова и с северо-запада улица Карла Либкнехта. Заканчивается площадью Богушевича, где она пересекается с улицей Клары Цеткин и где расположен Белорусский государственный академический музыкальный театр. На северо-восток Немига продолжается улицей Максима Богдановича, на юго-запад — проспектом Дзержинского. Нумерация домов ведётся от станции метро Немига, левая сторона — нечетная.
Немига — одна из старейших улиц Минска, возникшая в XII веке рядом с Минским замком. Называется в честь реки Немиги, ныне убранной в коллектор, вдоль которой улица когда-то шла. При этом трассировка улицы значительно изменилась в результате реконструкции второй половины XX века: современная улица в основном проходит по дворам старой Немиги. В результате спрямления улицы и её полной перестройки была нарушена сложившаяся в XII—XVII веках градостроительная планировка древнейшей части города. Отчасти сохранившее прежнюю планировку Раковское предместье оказалось отрезанным от Верхнего города, а некоторые его улицы были превращены в тупики.

## История

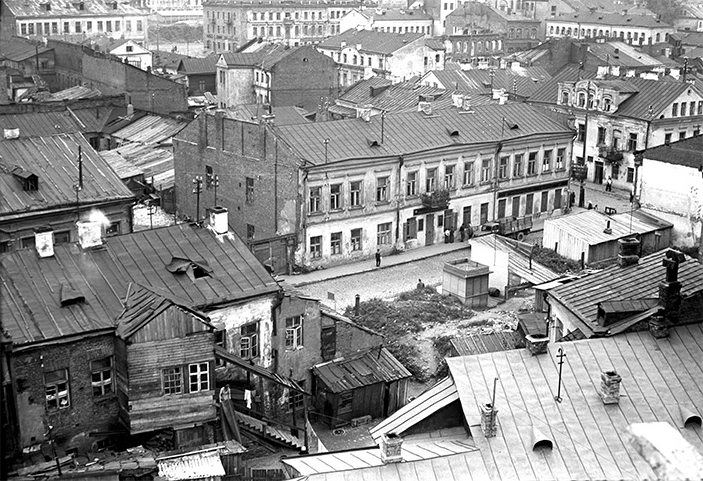
Застройка Немиги во второй половине 1940-х годов

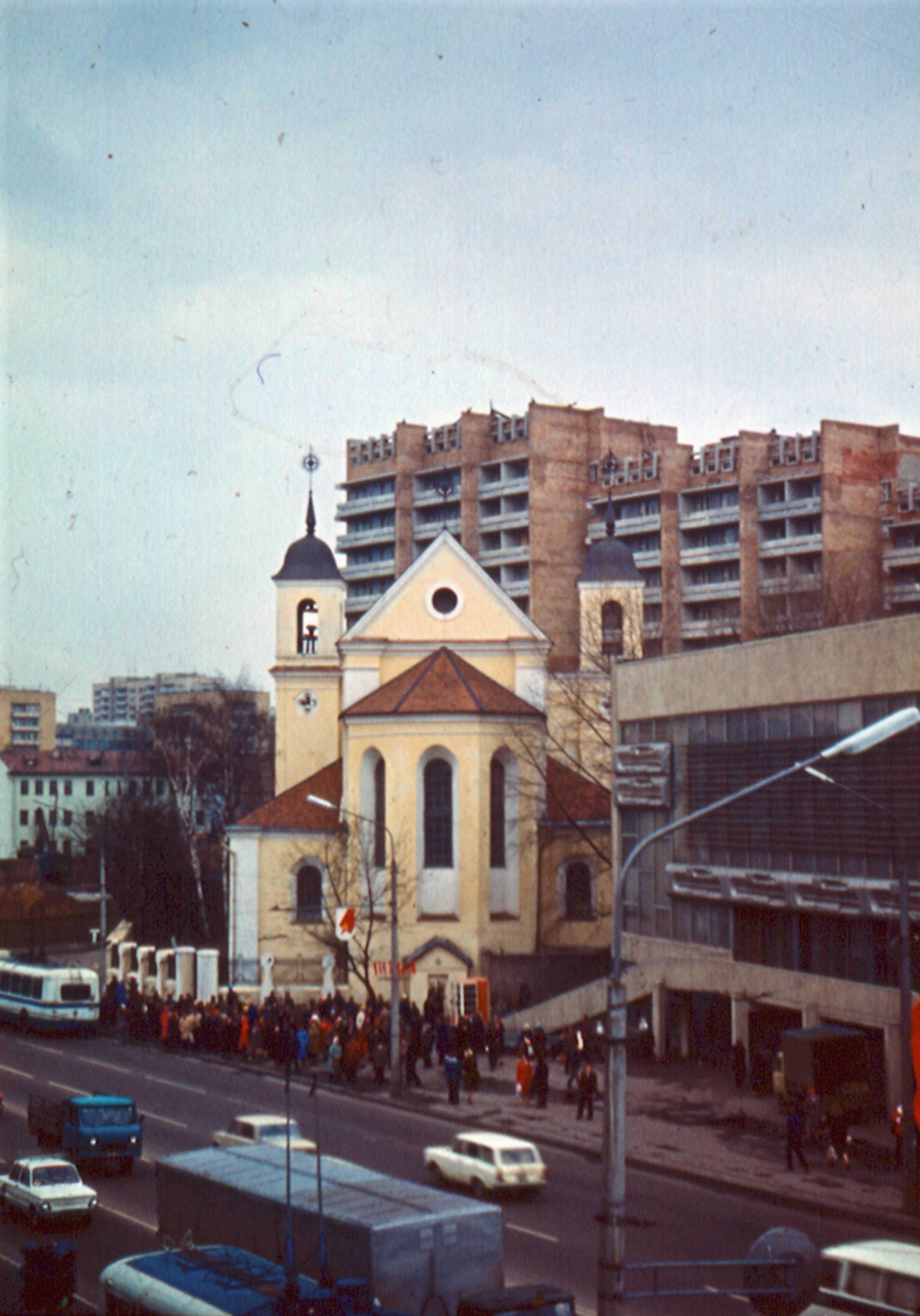
Улица в 1981 году. Чётная сторона улицы застроена лишь частично — строительство домов №№ 10 и 12 ещё не началось, дом № 6 построен

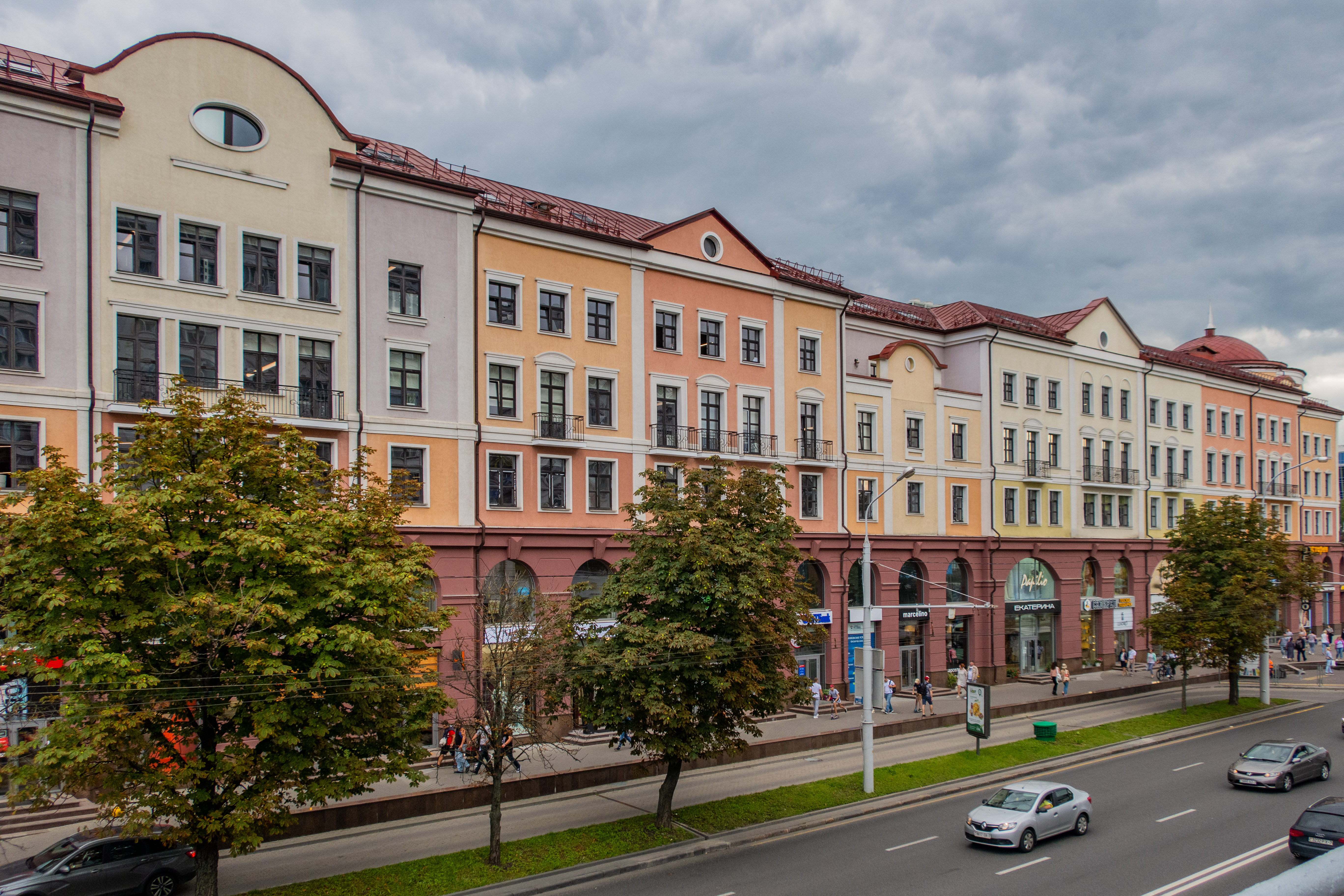
Застройка нечётной стороны улицы (2000—2010-е годы). Дом № 5. Фасады зданий имитируют снесённые постройки, но они поставлены на высокий двухэтажный стилобат для увеличения полезной площади.

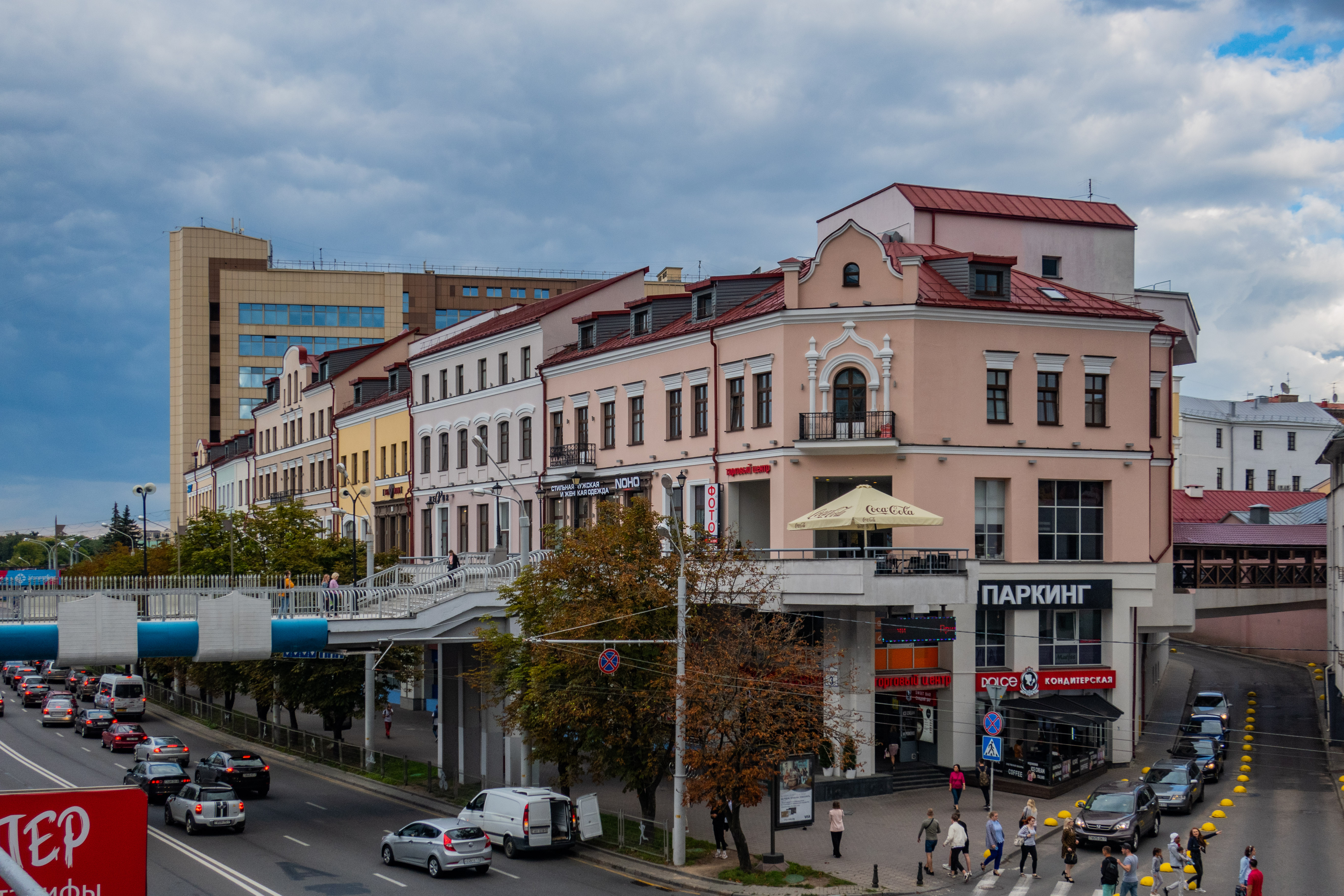
Застройка нечётной стороны улицы (2000—2010-е годы). Дом № 3 с фасадами «под старину» получил пешеходную террасу над тротуаром, которая связана мостиками с аналогичной пешеходной террасой на чётной стороне улицы (слева) и с пешеходной улицей Комсомольской (справа).

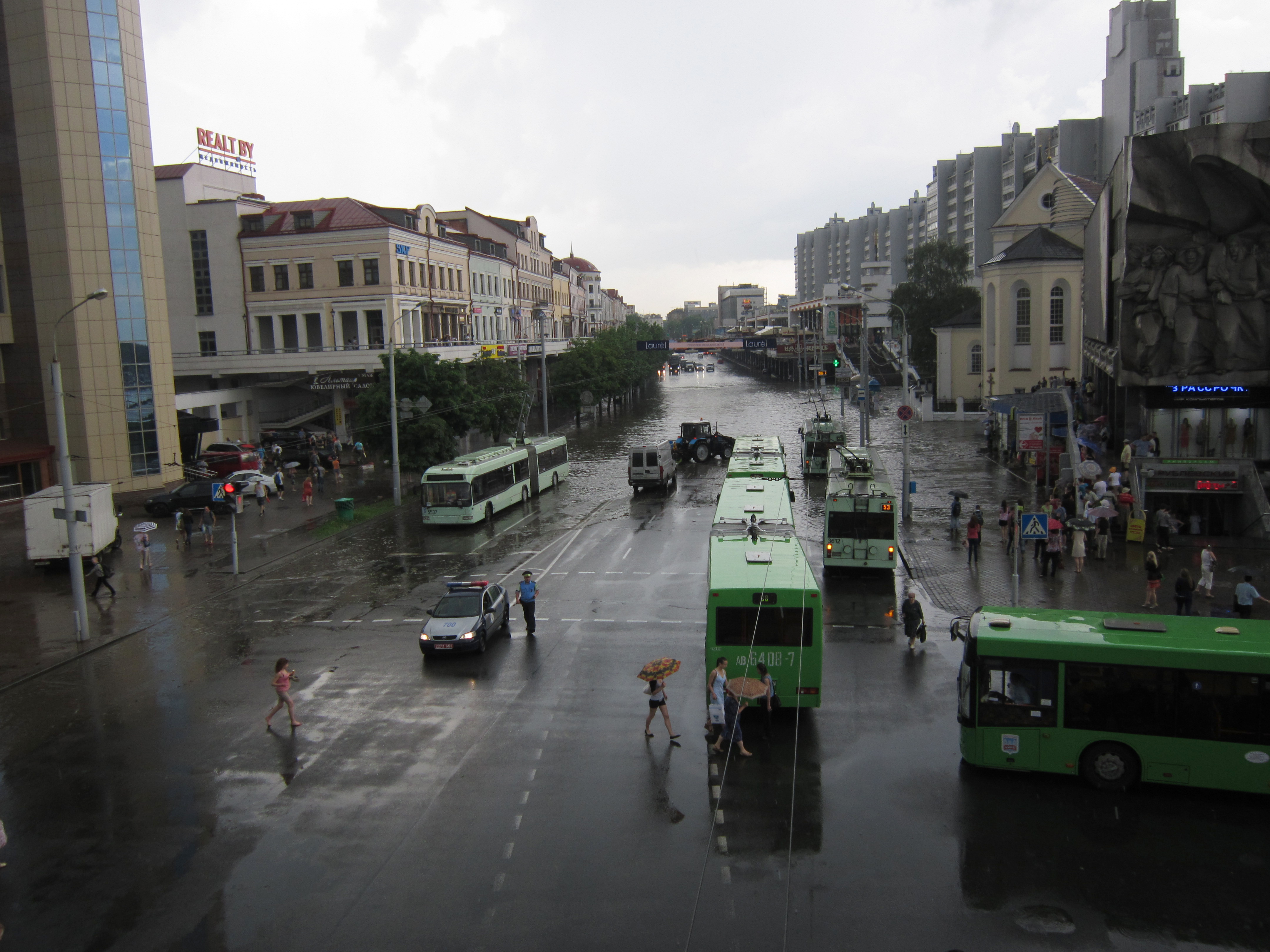
Затопление улицы 26 мая 2014 года. Из-за недостаточной мощности ливневой канализации расположенная в низине улица регулярно затапливается.

### Историческая улица
С начала XVII века застраивалась барочными и зданиями в духе классицизма, в которых помимо жилых помещений размещались лавки.
Первая половина XIX века — по улице Немига протекал ручей (остаток высохшей реки).
Традиционное название улицы — Немигская, Немигой она окончательно стала только в середине 60-х[уточнить] годов. Часть улицы от Св. Петро-Павловского (в 1793—1933 гг. Екатерининского) собора до Зыбицкой улицы до революции именовалась Екатеринской, в межвоенное время — Калинина. Во время Второй мировой войны оккупанты переименовали Немигскую в нем. Pionierstrasse (Сапёрную улицу).

### Новая Немига в 1960-х — начале 1980-х годов
В 1960-х годах было принято решение снести значительную часть старой застройки в районе улицы, прорубив спрямлённую широкую магистраль — дублёр Ленинского проспекта (современный проспект Независимости). В 1963—1967 годах между улицей и площадью Свободы было построено стеклобетонное здание института «Белпромпроект», резко возвышавшееся над исторической застройкой, а на углу с прокладываемой Парковой магистралью (современный проспект Победителей) был построен Дом моды (Э. Левина, В. Геращенко, Г. Святский) с горельефом «Солидарность» А. Артимовича. Через несколько лет старые здания Немиги начали сносить, не разработав предварительно проекты застройки. В 1968 году начался постепенный снос жилой застройки Немиги. Первоначально была снесена левая сторона улицы; снос правой продолжался вплоть до 1975 года. Вместо этого на правой стороне был возведен многоквартирный жилой дом. До настоящего времени уцелел лишь небольшой островок Старой Немиги в районе улиц Раковской и Витебской и Св. Петро-Павловский собор, ранее стоявший на развилке улиц Немигской и Раковской.
В 1972 году был обнародован проект архитектурно-конструкторской мастерской № 5 (С. Мусинский, Д. Кудрявцев, Л. Каджар при участии В. Духаниной, А. Козленко, А. Волк, П. Геллер и Г. Колосковой), вдохновлённый, вероятно, Новым Арбатом в Москве. Архитекторы предложили полностью разделить автомобильные и пешеходные потоки, вынеся последние на пешеходную платформу с мостами между двумя сторонами улицы. Застройка чётной и нечётной сторон подчёркнуто отличалась друг от друга, но в обоих случаях была высотной: на чётной стороне предлагалось построить длинный жилой дом с пристроенным торговым центром общегородского значения, на нечётной — несколько 16-этажных башен на едином стилобате. Реализация проекта затянулась, и с опозданием были построены жилой дом и торговый комплекс по нечётной стороне (первая очередь). Причинами задержки назывались сложность проекта, неготовность строительных организаций к его реализации, нехватка техники и стройматериалов. Кроме того, главный архитектор впоследствии обвинял проектировщиков Мингорисполкома в саботаже. Проектом намечалось широкое использование подземных тоннелей для обслуживания общественных зданий, но был построен только один.
Проект застройки по нечётной стороне неоднократно менялся. В 1975 году Мусинский сократил число башен до трёх (включая одну гостиницу), в 1979 году проектирование передали из «Минскпроекта» в «Белгипроторг». Архитекторы В. Аладов, А. Желдаков, В. Кривошеев, А. Смольский предложили два варианта застройки нечётной стороны улицы — оба с комплексом малоэтажных общественных зданий, но один из них предлагал построить одно высотное здание административного назначения, а другой вариант предусматривал отказ от высотного строительства с целью плавного перехода к невысокой исторической застройке улиц Революционной и Комсомольской. Реализация проекта была отложена, а в 1987 году проектирование вернули в «Минскпроект».

### Полемика об архитектуре Немиги и продолжение застройки
В 1987 году в печати разгорелась дискуссия о дальнейших перспективах застройки Немиги. Мусинский призывал к сносу остатков старой рядовой застройки, а оппонировавшие ему Т. Габрусь, В. Чернатов, Т. Чернявская выступили против завершения проекта, угрожавшего остаткам исторической застройки города. Большинство новых проектов нечётной стороны предлагали застроить её зданиями в едином стиле с исторической частью города, а не с многоэтажной застройкой чётной стороны.
В 1990 году открылась станция метро «Немига», в связи с чем фактически прекратила существование занятая под автобусную станцию площадь 8 Марта.
В 1993 году в здании на нечётной стороне был открыт торговый дом «На Немиге», задуманный проектом Мусинского.
После реализации первой фазы застройки Немиги возможность её возвращения к первозданному виду стала рассматриваться как невозможная, в том числе из-за изменения трассировки улицы. Вместо возврата к изначальному виду улицы или продолжения разрушения исторической части города был избран компромиссный вариант в виде строительства на нечётной стороне комплекса, имитирующего существовавшие здесь ранее здания, но ориентированных фасадами на новую улицу. Сформированный в 1975 году облик нечётная сторона улицы до пересечения с улицей Городской Вал сохраняла до середины 2000-х годов, когда на ней началось возведение торговых комплексов, фасады которых, по замыслу архитекторов, имитируют облик фасадов исторических зданий, утраченных в начале 1970-х годов.
Проектированием застройки нечётной стороны улицы занималась архитектурно-проектная мастерская ООО «Трайпл» (С. Г. Багласов (руководитель авторского коллектива), В. П. Яковенко, С. Г. Козлов, А. А. Кирилюк). Подготовленный проект был назван «Воспоминание о Немиге» и предлагал, во-первых, решить проблему острой нехватки парковочных мест (в комплексе была запроектирована стоянка на 460 машино-мест), а во-вторых, восстановить фасады утраченных зданий, разместив их на платформе-стилобате в изначальном масштабе. Общая платформа была задумана пешеходной, сообщающейся пешеходными мостами (построен только один) с похожей пешеходной платформой чётной стороны торгового дома «На Немиге». Весь комплекс должен был иметь объём 120 тыс. м³. Общая платформа с автостоянкой была спроектирована в монолитном железобетонном каркасе с самонесущими стенами, домики — из кирпича и газосиликатных блоков. Для повышения художественного уровня и «создания иллюзии старой минской улицы» было задумано применение высококачественной отделки, кованых балконов и фрагментов старых рекламных вывесок.
Проект второй очереди застройки нечётной стороны — от улицы Комсомольской до Городского Вала — был разработан творческой мастерской Г. А. Дулевича. При проектировании учитывались вытянутая форма участка и перепад рельефа в 6,5 м. Было спроектировано несколько объединённых объёмов с разновысотными фасадами. В комплексе второй очереди должны были разместиться одноуровневый паркинг на 97 машино-мест, офисные помещения (6,6 тыс. м²), экспозиционные площади (4,6 тыс. м²), торговые площади (0,7 тыс. м²), ресторан, кафе. Застройка второй очереди немного отличается от первой, поскольку городской архитектурный совет опасался излишнего однообразия нечётной стороны улицы. В результате, нижние этажи на участке от Комсомольской до Городского Вала были выполнены в стиле, близком сталинском ампиру проспекта Независимости.
По чётной стороне улицы, за обувной фабрикой «Луч» и улицей Короля, в 2000-х годах был построен бизнес-центр «Немига-сити» (В. Н. Хромов, С. В. Иванова). После ввода в эксплуатацию первой очереди остро встала проблема нехватки парковочных мест в связи со строительством поблизости новых сооружений. В результате, в проекте второй очереди бизнес-центра было две автостоянки. При проектировании было задумано использование повышающегося рельефа местности для благоустройства территории.
В апреле 2011 года началось строительство ливневого коллектора «Немига» (общая длина коллектора, который призван обезопасить от подтоплений улицы Немига и Толстого, — 3,3 км.
В 2012 году через улицу был перекинут пешеходный мостик (от пешеходной галареи на втором этаже торгового дома «На Немиге» к пешеходной галерее нечётной стороны).
- Периодически урбанисты предлагают  идею — о превращении улицы в пешеходную, расширение ареала пешеходного для туристов центра города без транспорта, вывод на поверхность реки Немиги / 2017[10], 2019[11], 2022 годы[12]

## Проекты
В конце 1990-х — начале 2000-х годов был разработан проект строительства высотного здания для Национального банка Республики Беларусь на пересечении Немиги и улицы Клары Цеткин. Проект не был реализован.
С начала 2010-х годов ведётся разработка проекта застройки в конце Немиги, возле улицы Коллекторной. Комплекс неоднократно менял концепцию от гостиницы до двух небоскрёбов. В 2017 году комплекс был передан от ООО «Трайпл» бизнесмена Юрия Чижа иранской компании «Интербелнест», которая представила проект многофункционального комплекса «Немига-молл». В апреле 2019 года эта компания обанкротилась.

## Стороны

### Чётная

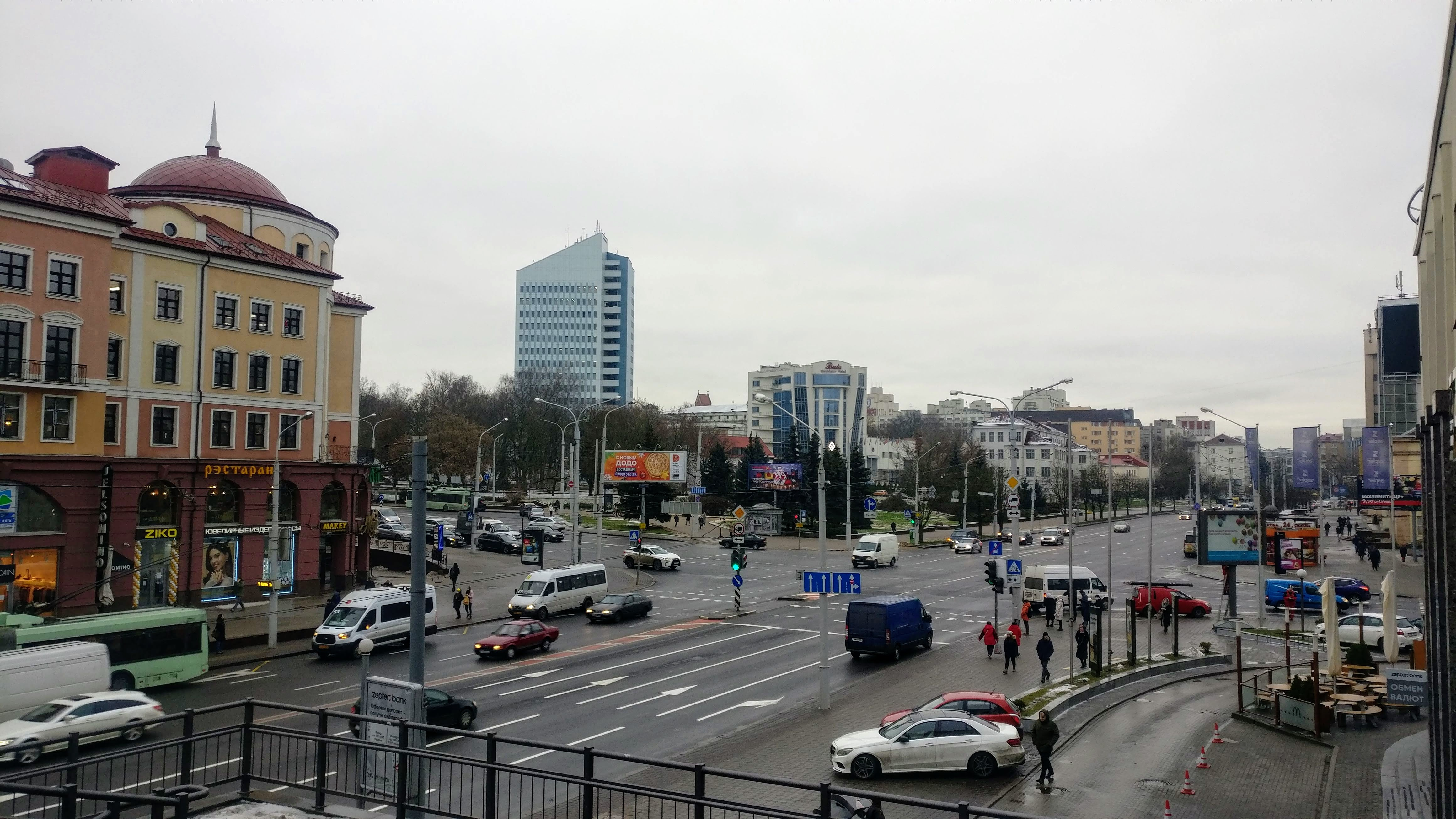
Улица Немига 12А, вид на перекресток с улицами Городской Вал — Романовская Слобода

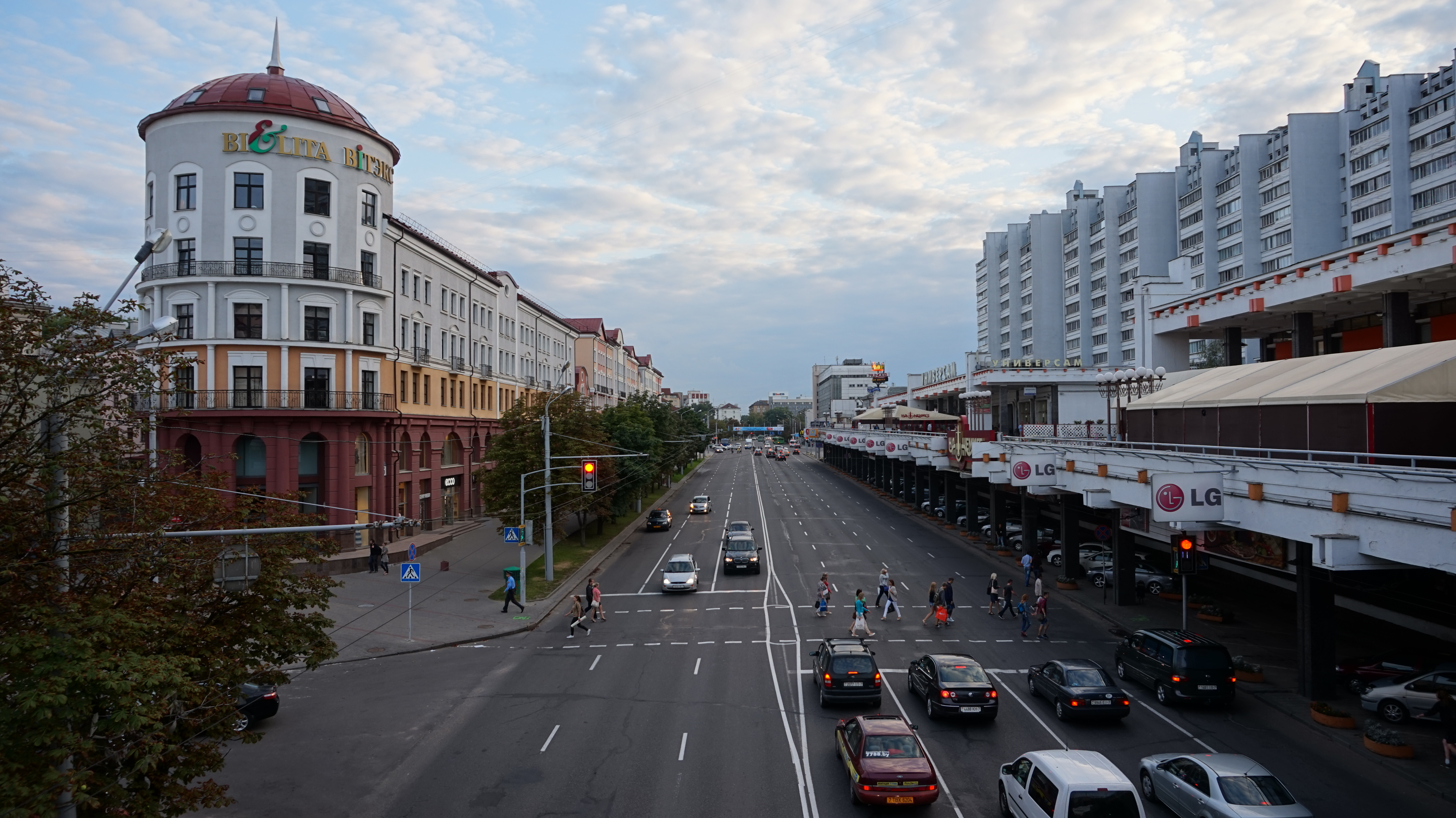
Улица в 2014 году. Вид с пешеходного моста

- 4 — Собор Святых Апостолов Петра и Павла
- 6 — жилой дом
- 8 — жилой дом, Торговый дом на Немиге[16]
- 10 — жилой дом
- 12 — жилой дом
- 12а — административное здание. Часть первого этажа занимает ресторан McDonald’s.
- 14 — Белавиа
- 30 — один из корпусов обувной фабрики «Луч»
- 36 — белорусский офис компании «Лукойл»
- 40 — бизнес-центр «Немига-сити»

### Нечётная
- 3 — торговый центр «Немига 3»[17]
- 5 — торговый центр «Метрополь»

## Транспорт
- Автобусы: 23, 24, 46, 57, 73, 91, 163, 176э, 188
- Троллейбусы: 29, 37, 40, 46, 53
- Станция метро «Немига»

### Обрушение путепровода
8 января 2022 года в 3 часа ночи рухнула часть путепровода Проспекта Победителей, жертв не было, был произведён демонтаж пролетов, власти пообещали возвести новый мост за месяц.
К вечеру 11 января путепровод был разобран, появилась схема ГАИ объезда обвала. Начато сооружение нового. Были пробурены 24 скважины глубиной 15—17 м, диаметр 1,2 м, четырьмя установками для бурения, для опор нового путепровода. Также были завезены балки — 44 штуки. На 28 января конструкции были собраны, шла отделка.
10 февраля 2022 года в 23:00 было открыто движение по восстановленному путепроводу.